# Pseudoloris
Pseudoloris és un gènere de primats omòmids que visqueren a l'Europa Occidental durant l'Eocè i l'Oligocè. La gran majoria de fòssils d'aquest gènere s'han trobat a la regió pirinenca, tot i que també se n'han trobat al nord de França i Anglaterra.
Les espècies d'aquest gènere eren animals nocturns i insectívors. Aquest estil de vida és semblant al que tenen els gàlags d'avui en dia, tot i que en realitat no hi estaven relacionats gaire estretament. Des del punt de vista físic, recorden molt més als tarsers. Es creu que pesaven al voltant de 40 g.
| Registre fòssil         | Registre fòssil | Registre fòssil | Registre fòssil          |
| Localitat               | País            | Antiguitat      | Espècie/s                |
| ----------------------- | --------------- | --------------- | ------------------------ |
| Capella                 | Espanya         | Eocè            | Pseudoloris sp.          |
| Sant Jaume de Frontanyà | Espanya         | Eocè            | Pseudoloris pyrenaicus   |
| Sant Cugat de Gavadons  | Espanya         | Eocè            | "Pseudoloris pyrenaicus" |
| Sossís                  | Espanya         | Eocè            | Pseudoloris parvulus     |
| Fonollosa-13            | Espanya         | Oligocè         | Pseudoloris godinoti     |
| Santpedor               | Espanya         | Oligocè         | Pseudoloris godinoti     |